# Yulia Domchevskaya
Yulia Domchevskaya (ukrainien : Юлія Домчевська, Ioulia Domtchevska), née le 27 juillet 1978 à Kharkiv  (RSS d'Ukraine), est une gymnaste trampoliniste ukrainienne. 

## Carrière
Yulia Domchevskaya intègre l'équipe nationale ukrainienne en 1998 avec laquelle elle est sacrée championne du monde de trampoline en 2001.
Avec Olena Movchan, elle est médaillée d'argent aux Championnats d'Europe 2006 à Metz et se classe quatrième du trampoline individuel et remporte aussi le premier titre par équipe de l'histoire de l'Ukraine avec Olena Movchan, Marina Kyiko et Svitlana Sigitova. 
Aux Championnats d'Europe 2008 à Odense, elle se contente de la cinquième place en trampoline individuel, ayant tenté de miser plus sur l'exécution que sur la difficulté. Elle remporte avec Movchan le titre continental en synchronisé, 0,02 point devant le duo russe Natalia Tchernova-Irina Karavaeva. Elle conserve aussi avec l'équipe d'Ukraine le titre par équipe.
Elle remporte la médaille d'or en trampoline synchronisé avec Olena Movchan aux Jeux mondiaux de 2009 à Kaoshiung,.